# Bildhauersymposion Barossa
Das Bildhauersymposion Barossa (englisch: Barossa International Sculpture Symposium) fand in den Jahren 1988 und 20 Jahre später im Jahre 2008 am Rande des Barossa Valley in South Australia, Australien statt. Nach dem ersten australischen Bildhauersymposion bei Wondabyne unweit von Gosford in New South Wales, das im Jahre 1986 stattfand, ist das aus 1988 das zweite derartige Symposion in Australien.
Der Ort Barossa liegt etwa 70 km nordöstlich von Adelaide in einem Weinanbaugebiet. Die Arbeiten der Bildhauer sind im Barossa Sculpture Park sind am Mengler Hill ausgestellt und die Straße von Tanunda nach Angaston führt daran vorbei.

## Symposion 1988
Im Jahre 1988 entstanden im australischen Frühling, vom 1. September bis zum 14. Oktober, neun Skulpturen aus Marmor und aus Gabbro, wofür die Bildhauer sechs Wochen Zeit hatten. Am Symposion 1988 waren neun Bildhauer aus Frankreich, Japan, Australien und aus den USA beteiligt:
- Cliff Axelsen aus New South Wales in Australien
- Lawrence Beck aus New South Wales
- Stefan Bruggisser aus New South Wales
- Michael Cartwright aus Viktoria in Australien
- Susan Falkman aus Wisconsin in den USA
- Mary Gerken aus Iowa in den USA
- Christiane Giraud aus Frankreich
- Takio Ogai aus Japan
- Paul Trappe aus South Australia

## Symposion 2008
Auf dem Symposion wurden Rohblöcke in der Länge von 2,4 bis 3 Metern aus dunklem und braunem Hartgestein mit Druckluftwerkzeugen und den Werkzeugen der Bildhauer bearbeitet. Im Jahre 2008 waren acht Bildhauer aus Belgien, Ägypten, Japan, Frankreich, Großbritannien, USA und Australien beteiligt:
- Lode Tibos aus Belgien
- Omar Tousson aus Ägypten
- Hiroshi Miyauchi aus Japan
- Viktor Kalinowski, stammt aus Polen, lebt seit 1986 in Australien
- Michael Dan Archer aus Großbritannien
- Patrice Belin aus Frankreich
- Kevin Free aus Australien
- Roger Loos aus den USA